# Инвестиционный анализ
Инвестиционный анализ — это комплекс методических и практических приемов и методов разработки, обоснования и оценки целесообразности осуществления инвестиций с целью принятия инвестором эффективного решения.

## Цели инвестиционного анализа
Цель инвестиционного анализа состоит в объективной оценке целесообразности осуществления краткосрочных и долгосрочных инвестиций, а также разработке базовых ориентиров инвестиционной политики компании.

## Задачи инвестиционного анализа
1. Комплексная оценка потребности и наличия требуемых условий инвестирования.
2. Обоснованный выбор источников финансирования и их цены.
3. Выявление факторов (объективных и субъективных, внутренних и внешних), влияющих на отклонение фактических результатов инвестирования от запланированных ранее.
4. Оптимальные инвестиционные решения, укрепляющие конкурентные преимущества фирмы и согласующиеся с её тактическими и стратегическими целями.
5. Приемлемые для инвестора параметры риска и доходности.
6. Послеинвестиционный мониторинг и разработка рекомендаций по улучшению качественных и количественных результатов инвестирования.

## Функции инвестиционного анализа
1. Разработка упорядоченной структуры сбора данных, которая бы обеспечила эффективную координацию мероприятий при выполнении инвестиционных проектов.
2. Оптимизация процесса принятия решений на основе анализа альтернативных вариантов, определения очередности выполнения мероприятий и выбора оптимальных для инвестиций технологий.
3. Четкое определение организационных, финансовых, технологических, социальных и экологических проблем, возникающих на различных стадиях реализации инвестиционных проектов.
4. Содействие принятию компетентных решений о целесообразности использования инвестиционных ресурсов.

## Объекты инвестиционного анализа
Объекты инвестиционного анализа можно разграничить в зависимости от того, осуществляется ли анализ реальных инвестиций или финансовых инвестиций.
Объекты реальных инвестиций могут быть разными по характеру. Типичным объектом капиталовложений могут быть затраты на земельные участки, здания, оборудование. Помимо затрат на разного рода приобретения предприятию приходится также производить другие многочисленные затраты, которые дают прибыль через длительный период времени. Такими затратами являются, например, инвестиции в исследования, совершенствование продукции, рекламу, сбытовую сеть, реорганизацию предприятия и обучение персонала.
Таким образом, объектами анализа реальных инвестиций являются отдельные проекты или их комбинации, включая капиталовложения в строящиеся, реконструируемые или расширяемые предприятия, здания, сооружения (основные фонды); объекты природопользования; нематериальные активы; земельные участки и оборотные активы.
В анализе финансовых инвестиций в качестве объектов анализа выступают различные организационноправовые и финансовые аспекты инвестирования в ценные бумаги (корпоративные акции и облигации, государственные обязательства, векселя Центрального банка).

## Субъекты инвестиционного анализа
Субъекты инвестиционного анализа — это пользователи аналитической информации, прямо или косвенно заинтересованные в результатах и достижениях инвестиционной деятельности. К их числу, прежде всего, относятся владельцы, руководство, персонал, поставщики, покупатели, кредиторы, государство (в лице налоговых, статистических и других органов, которые анализируют информацию с точки зрения своих интересов для принятия инвестиционных решений). Объект анализа выбирается в зависимости от того, каковы причины, побудившие инвестора осуществить данную инвестицию.
Они могут быть различны, однако в целом их можно объединить по принципу получения дохода:
1. Реальные инвестиции проводятся с целью снижения затрат на производство продукции.
2. Финансовые инвестиции проводятся с целью получения дохода от курсовой разницы или дивидендов.

## Основные законодательные акты
Основными законодательными актами, регулирующими порядок осуществления инвестиционной деятельности в Российской Федерации, является Гражданский кодекс РФ, Федеральный закон «Об инвестиционной деятельности в РСФСР» от 26.06.91 № 1488-1 Федеральный закон «Об инвестиционной деятельности в РФ, осуществляемой в форме капитальных вложений» от 25.02.99 № 39-ФЗ, Федеральный закон «О рынке ценных бумаг» от 22.04.96 № 39-ФЗ (с изм. И доп. От 26.11.98), Методические рекомендации по оценке эффективности инвестиционных проектов (вторая редакция утверждена 21.06.99 Минэкономики, Минфином и Госстроем РФ), Международные стандарты финансовой отчетности, Руководство по оценке эффективности инвестиций (методика ЮНИДО) и др.
В этих нормативных документах раскрывается содержание базовых понятий инвестиционного анализа.